# Karolina Tymińska
Karolina Tymińska (ur. 4 października 1984 w Świebodzinie) – polska lekkoatletka specjalizująca się w wielobojach.
Brązowa medalistka mistrzostw świata 2011 w Daegu (po dyskwalifikacji Tatiany Czernowej) Uczestniczka igrzysk olimpijskich – w 2008 roku zajęła siódme miejsce, w 2012 nie ukończyła siedmioboju. Cztery razy startowała w mistrzostwach świata, a trzy razy w mistrzostwach Europy. Reprezentantka Polski w zawodach pucharu Europy w wielobojach oraz drużynowym czempionacie Starego Kontynentu. W rankingu Track & Field News w 2008 zajęła szóstą lokatę. Wielokrotna medalistka mistrzostw Polski seniorów (także edycji halowych).

## Kariera
W międzynarodowych zawodach zadebiutowała w 2001 na mistrzostwach świata juniorów młodszych, a w 2002 roku zajęła odległe miejsce podczas pucharu Europy w wielobojach. Na początku 2005 uplasowała się na ósmym miejscu halowych mistrzostw Europy, a latem nie ukończyła rywalizacji w siedmioboju na czempionacie Starego Kontynentu młodzieżowców. Na mistrzostwach Europy w Göteborgu startowała w dwóch konkurencjach – w skoku w dal zajęła odległe miejsce w eliminacjach i nie awansowała do finału, a w siedmioboju nie ukończyła już pierwszej konkurencji. Kolejny sezon zaczęła od siódmego miejsca halowych mistrzostw Europy. Na piętnastej lokacie uplasowała się w klasyfikacji końcowej siedmioboju na mistrzostwach świata. W 2008 była szósta na halowych mistrzostwach świata oraz uplasowała się na siódmym miejscu igrzysk olimpijskich w Pekinie po dyskwalifikacji Ukrainki Ludmyły Błonśkiej. Po zajęciu w marcu 2009 piątej lokaty na halowym czempionacie Starego Kontynentu znalazła się w czerwcu w składzie polskiej reprezentacji, która w Szczecinie sięgnęła po pierwsze w historii zwycięstwo w pucharze Europy w wielobojach. Nie ukończyła rywalizacji wieloboistek na mistrzostwach świata w Berlinie. W 2010 była szósta podczas halowych mistrzostw globu oraz piąta na mistrzostwach Europy. Tuż za podium – na czwartej lokacie – ukończyła czempionat Europy w hali (2011). Początkowo także na czwartym miejscu uplasowała się w sezonie letnim podczas mistrzostw świata w Daegu – po latach przyznano jej brązowy medal po dyskwalifikacji Tatiany Czernowej. Zwyciężyła w plebiscycie dziennika „Sport” i Polskiego Związku Lekkiej Atletyki na najlepszą polską lekkoatletkę sezonu 2011 zdobywając prestiżowe Złote Kolce. Z powodu kontuzji musiała opuścić pierwszą część sezonu letniego 2012. Jako pierwsza polska lekkoatletka wygrała superligę wielobojowego Pucharu Europy (2013), w łącznej klasyfikacji IAAF Combined Events Challenge za 2013 r. zajęła 4. miejsce (18995 pkt.).

## Osiągnięcia

### Międzynarodowe
| Rok  | Impreza                                 | Miejsce    | Konkurencja                | Pozycja           | Wynik      |
| ---- | --------------------------------------- | ---------- | -------------------------- | ----------------- | ---------- |
| 2001 | Mistrzostwa świata juniorów młodszych   | Debreczyn  | siedmiobój                 | 8. miejsce        | 5023 pkt.  |
| 2002 | Superliga pucharu Europy w wielobojach  | Bydgoszcz  | siedmiobój                 | 28. miejsce       | 5095 pkt.  |
| 2004 | Superliga pucharu Europy w wielobojach  | Hengelo    | siedmiobój                 | 7. miejsce        | 5754 pkt.  |
| 2005 | Halowe mistrzostwa Europy               | Madryt     | pięciobój                  | 8. miejsce        | 4374 pkt.  |
| 2005 | Młodzieżowe mistrzostwa Europy          | Erfurt     | siedmiobój                 | –                 | DNF        |
| 2006 | Superliga pucharu Europy w wielobojach  | Arles      | siedmiobój                 | 2. miejsce        | 6402 pkt.  |
| 2006 | Mistrzostwa Europy                      | Göteborg   | skok w dal                 | el. – 17. miejsce | 6,34       |
| 2006 | Mistrzostwa Europy                      | Göteborg   | siedmiobój                 | –                 | DNF        |
| 2007 | Halowe mistrzostwa Europy               | Birmingham | pięciobój                  | 7. miejsce        | 4494 pkt.  |
| 2007 | I liga pucharu Europy w wielobojach     | Szczecin   | siedmiobój                 | 4. miejsce        | 6044 pkt.  |
| 2007 | Mistrzostwa świata                      | Osaka      | siedmiobój                 | 15. miejsce       | 6092 pkt.  |
| 2008 | Halowe mistrzostwa świata               | Walencja   | pięciobój                  | 6. miejsce        | 4580 pkt.  |
| 2008 | Igrzyska olimpijskie                    | Pekin      | siedmiobój                 | 7. miejsce        | 6428 pkt.  |
| 2009 | Halowe mistrzostwa Europy               | Turyn      | pięciobój                  | 5. miejsce        | 4542 pkt.  |
| 2009 | Superliga pucharu Europy w wielobojach  | Szczecin   | siedmiobój                 | 3. miejsce        | 6191 pkt.  |
| 2009 | Mistrzostwa świata                      | Berlin     | siedmiobój                 | –                 | DNF        |
| 2010 | Halowe mistrzostwa świata               | Doha       | pięciobój                  | 6. miejsce        | 4575 pkt.  |
| 2010 | Superliga pucharu Europy w wielobojach  | Tallinn    | siedmiobój                 | 5. miejsce        | 5938 pkt.  |
| 2010 | Mistrzostwa Europy                      | Barcelona  | siedmiobój                 | 5. miejsce        | 6230 pkt.  |
| 2011 | Halowe mistrzostwa Europy               | Paryż      | pięciobój                  | 4. miejsce        | 4612 pkt.  |
| 2011 | Superliga drużynowych mistrzostw Europy | Sztokholm  | bieg na 100 m przez płotki | 8. miejsce        | 13,51      |
| 2011 | I liga pucharu Europy w wielobojach     | Bressanone | siedmiobój                 | 1. miejsce        | 6297 pkt.  |
| 2011 | Mistrzostwa świata                      | Daegu      | siedmiobój                 | 3. miejsce        | 6544 pkt.  |
| 2012 | Halowe mistrzostwa świata               | Stambuł    | pięciobój                  | 4. miejsce        | 4725 pkt.  |
| 2012 | Igrzyska olimpijskie                    | Londyn     | siedmiobój                 | –                 | DNF        |
| 2013 | Superliga pucharu Europy w wielobojach  | Tallinn    | siedmiobój                 | 1. miejsce        | 6347 pkt.  |
| 2013 | Mistrzostwa świata                      | Moskwa     | siedmiobój                 | 9. miejsce        | 6270 pkt.  |
| 2013 | IAAF Combined Events Challenge          |            | siedmiobój                 | 4. miejsce        | 18995 pkt. |
| 2014 | Halowe mistrzostwa świata               | Sopot      | pięciobój                  | 8. miejsce        | 4557 pkt.  |
| 2014 | Mistrzostwa Europy                      | Zurych     | siedmiobój                 | 11. miejsce       | 6132 pkt.  |
| 2015 | I liga pucharu Europy w wielobojach     | Inowrocław | siedmiobój                 | 1. miejsce        | 6174 pkt.  |
| 2015 | Mistrzostwa świata                      | Pekin      | siedmiobój                 | 20. miejsce       | 5948 pkt.  |
| 2016 | Mistrzostwa Europy                      | Amsterdam  | siedmiobój                 | –                 | DNF        |

### Mistrzostwa Polski
| Mistrzostwa Polski | Konkurencja                | Miejsce    | Rezultat  |
| ------------------ | -------------------------- | ---------- | --------- |
| Bogatynia 2006     | siedmiobój                 | 1. miejsce | 6037 pkt. |
| Toruń 2007         | siedmiobój                 | 1. miejsce | 6200 pkt. |
| Szczecin 2008      | skok w dal                 | 3. miejsce | 6,41      |
| Bydgoszcz 2009     | bieg na 100 m przez płotki | 3. miejsce | 13,76     |
| Bielsko-Biała 2010 | bieg na 100 m przez płotki | 2. miejsce | 13,79     |
| Toruń 2011         | siedmiobój                 | 1. miejsce | 6206 pkt. |
| Bydgoszcz 2011     | skok w dal                 | 2. miejsce | 6,54      |
| Bydgoszcz 2011     | bieg na 100 m przez płotki | 1. miejsce | 13,37     |
| Szczecin 2014      | Sztafeta 4 × 100 metrów    | 1. miejsce | 45,64     |

| Mistrzostwa Polski | Konkurencja               | Miejsce    | Rezultat  |
| ------------------ | ------------------------- | ---------- | --------- |
| Spała 2005         | pięciobój                 | 1. miejsce | 4329 pkt. |
| Spała 2006         | pięciobój                 | 1. miejsce | 4458 pkt. |
| Spała 2007         | skok w dal                | 1. miejsce | 6,45      |
| Spała 2008         | skok w dal                | 1. miejsce | 6,52      |
| Spała 2008         | pięciobój                 | 1. miejsce | 4769 pkt. |
| Spała 2009         | pięciobój                 | 1. miejsce | 4324 pkt. |
| Spała 2010         | bieg na 60 m przez płotki | 1. miejsce | 8,50      |
| Spała 2012         | skok w dal                | 1. miejsce | 6,44      |
| Sopot 2014         | skok w dal                | 3. miejsce | 6,36      |
| Sopot 2015         | sztafeta 4 × 200 m        | 3. miejsce | 1:39,97   |
| Toruń 2016         | pięciobój                 | 1. miejsce | 4400 pkt. |

## Rekordy życiowe
| Konkurencja          | Rezultat  | Data             | Miejsce |
| -------------------- | --------- | ---------------- | ------- |
| Siedmiobój (stadion) | 6544 pkt. | 30 sierpnia 2011 | Daegu   |
| Pięciobój (hala)     | 4769 pkt. | 16 lutego 2008   | Spała   |

| Konkurencja              | Rezultat | Data             | Miejsce       |
| ------------------------ | -------- | ---------------- | ------------- |
| Bieg na 60 m ppł (hala)  | 8,34     | 13 lutego 2010   | Spała         |
| Bieg na 100 m ppł        | 13,12    | 29 sierpnia 2011 | Daegu         |
| Bieg na 200 m            | 23,39    | 15 sierpnia 2008 | Pekin         |
| Bieg na 800 m            | 2:05,21  | 30 sierpnia 2011 | Daegu         |
| Bieg na 800 m (hala)     | 2:06,72  | 16 lutego 2008   | Spała         |
| Pchnięcie kulą (stadion) | 14,82    | 31 maja 2008     | Götzis        |
| Pchnięcie kulą (hala)    | 15,11    | 3 lutego 2008    | Gandawa       |
| Rzut oszczepem           | 42,40    | 30 czerwca 2013  | Tallinn       |
| Skok w dal               | 6,63     | 30 lipca 2008    | Bielsko-Biała |
| Skok w dal (hala)        | 6,54     | 16 lutego 2008   | Spała         |
| Skok w dal (hala)        | 6,54     | 18 lutego 2012   | Spała         |
| Skok wzwyż               | 1,78     | 5 sierpnia 2011  | Sopot         |
| Skok wzwyż (hala)        | 1,75     | 21 lutego 2010   | Wiedeń        |
| Skok wzwyż (hala)        | 1,75     | 7 marca 2014     | Sopot         |